# Artense
Artense este o arie protejată (sit de importanță comunitară — SCI) din Franța întinsă pe o suprafață de 696 ha, integral pe uscat.

## Localizare
Centrul sitului Artense este situat la coordonatele 45°26′43″N 2°43′30″E / 45.44528°N 2.725°E.

## Înființare
Situl Artense a fost declarat arie specială de conservare în baza directivei 92/43 din 1992 referitoare la conservarea habitatelor naturale și a faunei și florei sălbatice pentru a proteja 4 specii de plante și 7 specii de animale.

## Biodiversitate
Situată în ecoregiunea continentală, aria protejată conține 15 habitate naturale: Mlaștini turboase de tranziție și turbării mișcătoare, Depresiuni pe substraturi de turbă de Rhynchosporion, Pajiști cu Molinia pe soluri calcaroase, turboase sau argilos-nămoloase (Molinion caeruleae), Ape stătătoare oligotrofe până la mezotrofe, cu vegetație de Littorelletea uniflorae și/sau de Isoëto-Nanojuncetea, Pajiști uscate europene, Formațiuni de Juniperus communis pe lande sau pajiști calcaroase, Formațiuni ierboase bogate în specii de Nardus, dezvoltate pe substraturi silicioase în zone montane (și în zone submontane, în Europa continentală), Liziere de ierburi înalte hidrofile de câmpie și de nivel montan până la alpin, Fânețe de joasă altitudine (Alopecurus pratensis, Sanguisorba officinalis), Fânețe montane, Turbării active, Mlaștini oligotrofe degradate, capabile încă de regenerare naturală, Roci stâncoase cu vegetație pionieră de Sedo-Scleranthion sau Sedo albi-Veronicion dillenii, Păduri de fag acidofile atlantice, cu subarboret de Ilex și, uneori, de asemenea, Taxus, la nivelul arbuștilor (Quercion robori-petraeae sau Ilici-Fagenion), Mlaștini împădurite.
La baza desemnării sitului se află mai multe specii protejate:
- plante (4): Buxbaumia viridis, Hamatocaulis vernicosus, curechi de munte (Ligularia sibirica), Luronium natans
- mamifere (1): vidră de râu (Lutra lutra)
- nevertebrate (3): fluturele auriu (Euphydryas aurinia), Lycaena helle, rădașcă (Lucanus cervus)

Pe lângă speciile protejate, pe teritoriul sitului au mai fost identificate 5 specii de plante.